# Toxorhynchites solstitialis
Toxorhynchites solstitialis är en tvåvingeart som först beskrevs av Lutz 1904.  Toxorhynchites solstitialis ingår i släktet Toxorhynchites och familjen stickmyggor. Inga underarter finns listade i Catalogue of Life.